# Yu Tamura
Yu Tamura (født 22. november 1992) er en japansk fodboldspiller, som spiller for den japanske fodboldklub Montedio Yamagata.